# Ordre de l'Écu d'or
L’ordre de l’Écu d’or est est l'un des trois ordres de chevalerie du duché de Bourbon. Il fut fondé à la fin du XIVe siècle par Louis II, duc de Bourbon, à son retour de captivité en Angleterre, d'une part pour réaffirmer son autorité après sa longue absence, d'autre part pour récompenser les gentilshommes de sa principauté qui lui étaient restés fidèles et avaient défendu ses intérêts.
Il aurait été ainsi nommé parce que l'insigne consistait en un médaillon ou écu d'or, sur lequel se voyait le mot allen.
L'historien François Sicard l'assimile, vraisemblablement à tort, à un énigmatique « ordre de l'Écu vert ou de la Dame blanche ». L'articulation de cet ordre avec celui de Notre-Dame du Chardon, créé en 1370, à l'occasion du futur mariage du duc avec Anne Dauphine d'Auvergne, n'est pas claire : il est difficile de déterminer s'il a remplacé l'Écu d'or, si ces deux ordres ont fusionné ou s'ils ont existé conccuremment, d'autant que, comme ceux du Chardon, les chevaliers de l'Écu d'or portaient la ceinture Espérance.
Quelques auteurs ont même mis en doute l'existence de l'Ordre et ont suggéré que le bijou était simplement une pièce de plaisir que Louis II avait distribué aux seigneurs de sa cour à l'occasion du 1er janvier. Néanmoins, il semble désormais établi que le duc a réellement créé l'ordre de l'Écu au lendemain de son retour d'exil.

## Fondation
L'ordre de l'Écu d'or fut institué un 1er janvier, peu de temps après le retour de captivité du duc, mais les sources divergent sur l'année. Jean Cabaret d'Orville, qui relate avec force détails les circonstances de sa fondation dans deux chapitres de la Chronique du bon duc Loys de Bourbon,, mais qui est peu fiable sur les datations, la situe le 1er janvier 1363, alors qu'il date pourtant – et erronnément – le retour de Louis II dans ses domaines « deux jours devant Noël, l'an de grâce mil IIIc LXIIJ ». D'autres auteurs donnent l'année 1369,, tandis que D'Arcy Boulton, fixant le retour du duc en Bourbonnais au mois d'octobre 1366 et l'adoption de la devise espérance au jour de Noël de la même année, retient la date du 1er janvier 1367.

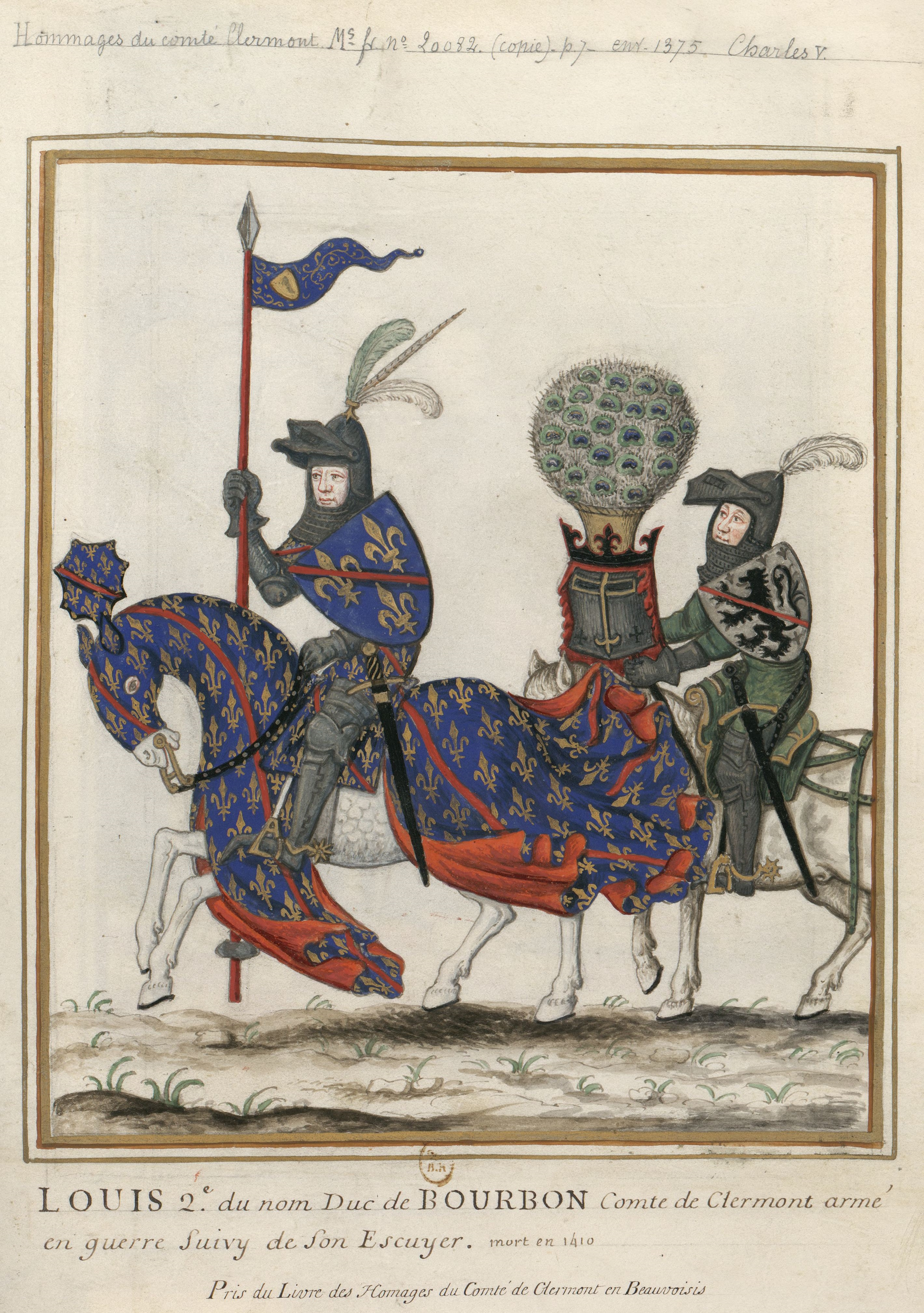
Louis II arborant un pennon chargé d'un écu d'or.

Olivier Troubat, s'appuyant sur les archives du prieuré Saint-Pierre-et-Saint-Paul, qui permettent de suivre les préparatifs de cette journée, indique comme probable l'année 1366 pour l'annonce faite aux barons bourbonnais de la création de l'Ordre, à l'occasion de la fête de saint Odilon à Souvigny. D'autres historiens, comme Laurent Hablot, valident l'année, mais suivent la chronique qui fixe cette annonce aux fêtes de Noël.

Quelques jours plus tard, « la veille du jour de l'an », selon Cabaret, Louis II réunit ses chevaliers à Moulins et, le lendemain, avant qu'ils ne se rendissent ensemble à la messe en « l'église Nostre-Dame », le duc « les voulut estrener d'une belle ordre qu'il avoit faite, qui s'appeloit l'ecu d'or » et « en baillant ladicte ordre, commença à dire le duc de Bourbonnois à ung chascun » : 

« Messeigneurs, cet ordre de l’Ecu d’Or que j’ai créé signifie beaucoup de choses honorables pour tous les chevaliers et les autres que je vous dirais après le service divin et après que nous ayons dîné, ainsi nous pourrons jurer et promettre tous ensemble. »

Après la messe, le duc poursuivit : 

« Mes seigneurs, recevez ce don pour le bon espoir que j'ai en vous auprès de Dieu. Le dit ordre veut que tout chevalier qui le porte doit mener de bonnes œuvres, ne doit jamais blasphémer, doit honorer les dames et ne pas tolérer qu'on en médise car des femmes auprès de Dieu vient une partie de l'honneur de ce monde ; et tous les membres de l'ordre se doivent porter foi l'un à l'autre. 
Dores en avant vous porterez cette ceinture où il y a écrit un joyeux mot Espérance ; et le mot Allen mis en travers de l'écu nous redira à tous, à vous et à moi : allons tous ensemble au service de Dieu, et soyons tous unis en la défense de notre pays. »

## Chevaliers

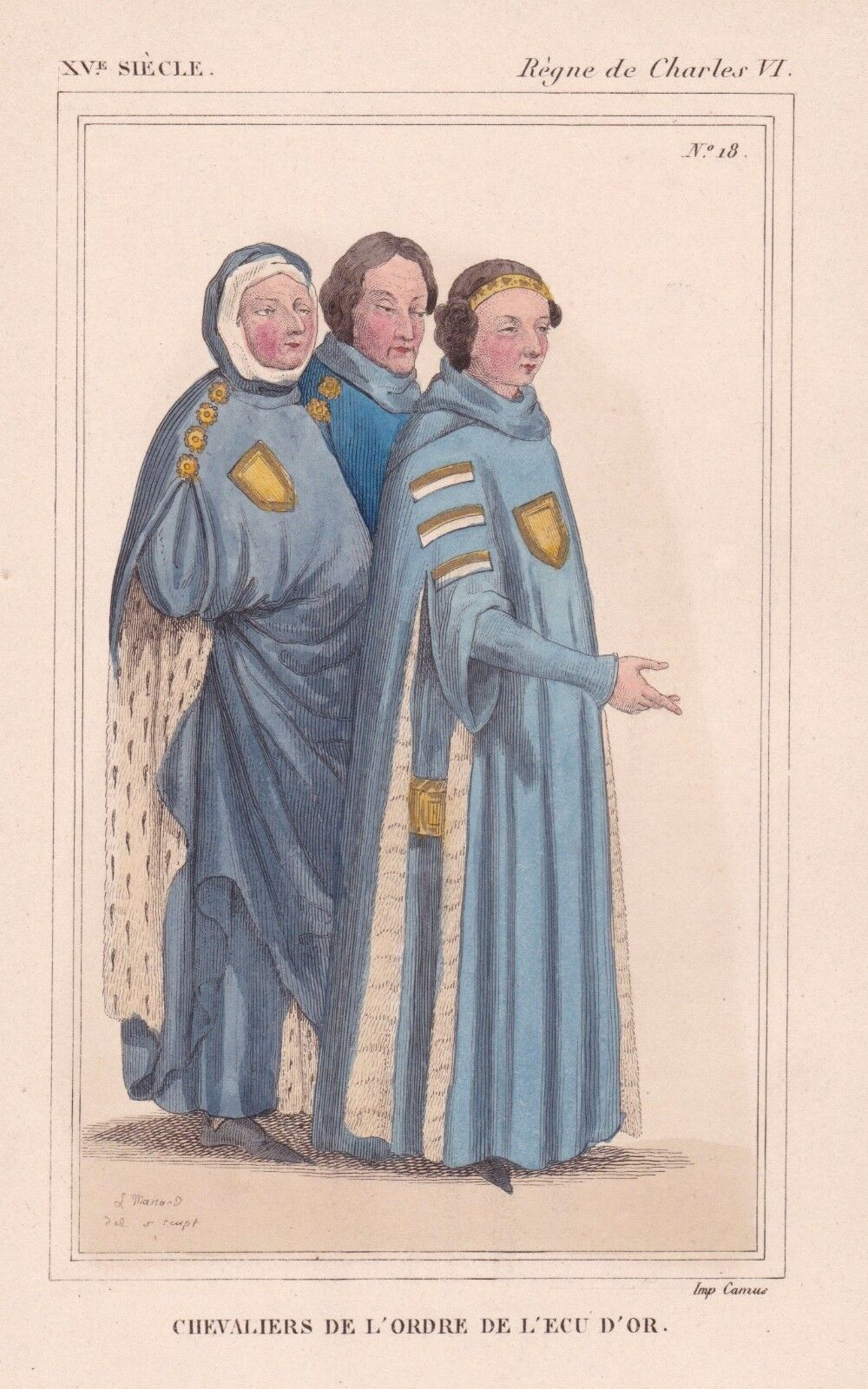
Chevalier de l'ordre de l'Écu d'or.

La chronique de Cabaret nomme quinze chevaliers qui reçurent cette distinction le jour de la fondation et précise qu'il y en eut « plusieurs autres ». La liste semble donnée selon un ordre de préséance, au moins pour les quatre premiers, qui font partie des plus fidèles alliés de Louis II et occuperont, par la suite, des charges importantes. Les autres chevaliers sont presque tous membres de l'ost et de l'hôtel ducal de Louis II et portent aussi le titre de conseiller :
- Henri de Montaigu, sire de La Tour (Henri Aycelin, fils de Gilles Aycelin et Mascaronne de La Tour), qui deviendra conseiller du duc[4].
- Guichard Daulphin, seigneur de Jaligny et parmi les plus grands barons du Bourbonnais[4]. Il est l'un des plus fidèles du duc et sera choisi comme exécuteur testamentaire. Conseiller du duc, il sera également conseiller et précepteur du dauphin de France, grand-maître des arbalétriers de France et sénéchal du Nivernais.
- Griffon de Montaigu, frère d'Henri (Bernard de Montaigut, dit le Griffon de Montaigut), qui sera également conseiller et chevalier banneret.
- Hugues de Chastellus, sire de Chastelmorand, père de Jean de Châteaumorand, qui deviendra conseiller et chambellan[4].
- le sire de Chastel de Montaigne (Guillaume de Châtel-Montagne).
- le sire de la Palice (Imbert de La Palice, sire de Lubié).
- Guillaume de Vichi, sire de Busset, chambellan du duc.
- Phelippes des Serpens (Philippe d'Isserpent, grand bailli d'Auvergne).
- Lordin de Saligny (Jean Lourdin, seigneur de Saligny et de Randan).
- le sire de Chantemerle (Pierre de Chantemerle).
- Regnault de Baserne, sire de Champroux (Renaud de Bazarnes, de la maison de Toucy).
- le sire de Veaulce (Pierre le Borgne de Veauce).
- le sire de Blot (Jean de Chauvigny de Blot).
- Guillaume de La Mothe (La Mothe Saint-Jean, près de Digoin).
- Pierre de Fontenai, du pays de Berri (Fontenay, près de Germigny).

## Insignes et habits de cérémonie
Les insignes de l'ordre étaient une broche d'or en forme d'écu « et en celui escu d'or estait une bande de perles ou il avait escript : allen », ainsi qu'une ceinture bleue sur laquelle apparaissait en émail le mot espérance.
Sur une tunique bleue, les chevaliers portaient un manteau de la même couleur, doublé d’hermine, au côté droit duquel était brodé l’écu d'or à la devise allen.

## Allen, devise de l'ordre
Le jour de l'institution de l'Ordre, après le repas, le duc avait expliqué à ses chevaliers le sens de cette devise : « Allen est à dire : allons tous ensemble au service de Dieu, et soyons tous ung en la deffense de nos pays, et là ou nous porrons trover et conquester honneur par fait de chevalerie ».
Si la signification générale de la devise choisie par Louis II est claire, l'origine du mot Allen a été expliquée de plusieurs manières par les commentateurs. Pour Louis Moreri, qui consacre une entrée de son dictionnaire au mot Allen, c'est un « mot dont la signification n'est pas connue ». Pourtant, à la même époque, Jean-Marie de La Mure déclare que le mot signifie, en forézien, « Allons », ce que réfute l'un de ses commentateurs, André Steyert, précisant que ce terme n’est pas du patois forésien mais le terme saxon « all » : « tous ». Au XIXe siècle, Achille Allier écrit : « Le duc Louis avait rapporté cette devise d'Angleterre : allen, qu'on écrit aujourd'hui all, est un mot anglais qui signifie « tout » ». Valery Larbaud, quand il fait d’Allen le titre de l'un de ses romans (1927), se place dans les pas d'Achille Allier. Aujourd'hui, la plupart des historiens, comme André Leguai, rapproche bien le mot de l'anglais « all » et le comprend comme « tous », « tout ».
Allen a été choisi par Jean Cluzel, alors président du conseil général de l'Allier, comme nom de l'ensemble de prix annuels qu'il a fondé en 1985 pour récompenser des œuvres et des actions humaines remarquables en rapport avec le Bourbonnais.

## L'Écu d'or dans la culture populaire
L'ordre de l'Écu d'or a donné son nom à un « jeu de piste immersif » sous la forme d’une application mobile en téléchargement gratuit. Ce jeu propose à un public large deux parcours scénarisés :
- « Allen ! Chevaliers de Montluçon », à travers la cité médiévale de Montluçon[21] ;
- « Ondines & Sortilèges de Tronçais », dans la Futaie Colbert II de la forêt de Tronçais[22].